# مریم جلالیه
مریم جلالیه یک دوچرخه‌سوار جاده‌ای اهل ایران است. او قهرمان مسابقات اتومبیل‌رانی و تایم تریل در سال ۲۰۱۴ است.